# Casato di Sassonia-Coburgo e Gotha-Koháry
La Casa di Sassonia-Coburgo e Gotha-Koháry è un ramo cadetto della Casa di Sassonia-Coburgo e Gotha.

## Storia
È stato fondato dopo il matrimonio del principe Ferdinando di Sassonia-Coburgo-Gotha con la principessa ungherese Maria Antonia di Koháry; l'attuale capo della casa è la Principessa Maria Luisa di Bulgaria.
La Casata regnò sul Regno del Portogallo dal 1853 al 1910, e sul Regno di Bulgaria dal 1887 al 1946. In entrambi i casi sono stati gli ultimi monarchi a regnare prima della proclamazione a Repubblica.
Re del Portogallo e delle Algarve:

(Braganza-Sassonia-Coburgo-Gotha)
- Pietro V
- Luigi I
- Carlo I
- Manuele II

Zar di Bulgaria:

(Sassonia-Coburgo-Gotha)
- Ferdinando I
- Boris III
- Simeone II